# ステージ101
『ステージ101』（ステージいちまるいち）は、NHK総合テレビジョンで1970年1月10日から1974年3月31日まで放送された音楽番組である。

## 概要
この番組は、1960年代に全世界を覆った学園紛争の嵐で傷ついた若者の心を癒し良質の音楽を紹介しようという意図で企画された、NHK初の若者向け音楽番組である。番組名は、当時東洋一の広さを誇った渋谷のNHK放送センターCT-101スタジオで収録されていたことに由来する。
約40名のメンバーからなるレギュラー出演グループの「ヤング101」の躍動感溢れる歌と踊りを中心にして、国内のメジャーからマイナーまで幅広い音楽や海外のポピュラー音楽、さらに「ヤング101の歌」などの番組オリジナルソングを披露した。
オイルショックによる製作費の予算の削減などの影響を受けて番組は4年3か月で終了したが、NHKがその後放送した様々な若者向け音楽番組の先駆けとなった。番組オリジナル曲の「涙をこえて」や「怪獣のバラード」は50年間に渡って広く歌われ続け、合唱コンクールで取り上げられることも多い。
ヤング101は既にレコード・デビューしていたグループや歌手から無名の新人に至るまで、多彩な顔触れが集められて結成された。合計88名の歴代メンバーは厳しい指導を受けて高度の実力を身につけて、ヤング101を卒業した後は多くが音楽や演劇のプロフェッショナルとなった。

## 歴史

### 草創
1961年4月からNHK総合テレビジョンのバラエティー番組『夢であいましょう』の演出に携わったNHKディレクター末盛憲彦は、1965年10月から1966年3月までアメリカに滞在して様々なショー番組やミュージカルバラエティ番組を視聴して、そのスタイルを日本に輸入したいと考えた。末盛が特に感銘を受けたのは、大人数の若者のグループ「ヤング・アメリカンズ」が歌い踊る姿であった。帰国した彼は、道徳再武装（Moral Re-Armament）の日本支部が組織したレッツ・ゴーが大人数のメンバーでフォーク・ソングを歌うのを見て、ヤング・アメリカンズのような日本人グループが歌い踊るショー形式の音楽番組を作ることをNHKに提案した。
末森の提案が受け入れられて、1970年1月の放送開始を目標に新番組の計画が立てられ、1969年4月、レコード会社の推薦や業界内部でのオーディションに基づいたレギュラー出演グループの編成が始まった。その結果、レッツ・ゴーの出身者達によって結成されてまもないシング・アウトが最初のメンバーに決まり、1967年に結成されたザ・バロン、元ジローズの塩見大治郎、1968年のジョーン・バエズの日本公演で第一部を務めた小林啓子などが加入して、6月頃にヤング101が結成された。末盛は『夢であいましょう』と同様に中村八大を音楽監督に迎え、元デューク・エイセスで作曲家の和田昭治（コーラス）、中川久美（ダンス）、早野寿郎（芝居）、永六輔（トーク）といった各界の実力者を講師としてヤング101に歌や踊り、芝居の厳しい指導を与え、衣装デザインに中嶋弘子、ヘアーメイクに大関早苗を迎えて放送開始に備えた。また司会に野沢那智と白石冬美を迎えて白黒撮影のテスト版を制作し、局内のスタッフに公開した。
『夢であいましょう』は永六輔と中村八大の共作による番組オリジナル・ソング「今月のうた」を多数生み出した。末森らは新番組でもオリジナル・ソングの企画を取り入れようと考えて、中村が放送作家のかぜ耕士と「涙をこえて」を共作した。この曲は放送開始前の7月25日にヤマハ音楽振興会が開催した音楽コンクール『合歓ポピュラーフェスティバル'69』でシング・アウトによって披露され、伊東ゆかりの「青空のゆくえ」と共に作曲グランプリを受賞した。
1969年11月3日、祝日の午後8時から番組のパイロット版としてグループのお披露目となる『特別番組　ステージ101』が放送され、司会に石井好子と関口宏、ゲストに渥美清、植木等、三波春夫を迎え、番組内でヤング101のメンバーが紹介された。翌々日の11月5日、「涙をこえて」がシング・アウトのデビュー・シングルとして発表され、21万枚を売り上げるヒットになった。12月31日の『第20回NHK紅白歌合戦』の冒頭、両軍司会者によるじゃんけん先行決めの場面でヤング101が応援役として登場。この時初めて、グループ名が公表された。翌日の1970年1月1日、元日の午後8時から再び特別番組『特別番組　ステージ101』が放送された。司会は関口宏、ゲストが水前寺清子と寺尾聡であった。

### 成長と転換
1970年1月10日〈土）午後8時、『ステージ101』第一回が放映され、週1回のレギュラー番組がスタートした。関口宏が司会を担当し。ヤング101とダンサーズ101がレギュラー出演、上條恒彦がヤング101のお兄さんとして準レギュラー出演した。番組の方針として、当時の流行歌ではなくフォークソングや海外の曲、そして番組オリジナル・ソングを歌うことが徹底され、「涙をこえて」などが披露された。音楽監督の中村と和田も出演し、ヤング101のコーラス指導を行なってきた和田は、メンバーがつけた「ワンツーおじさん」の愛称で視聴者にも親しまれた。
番組が始まってから、ヤング101のメンバーは週5日間を拘束され、「最初の3日間がリハーサル、翌日スタジオでランスルー、そして本番」という厳しい日程が続く中でますます実力をつけていった。
ヤング101は番組連動企画として活動の場をNHKの外にまで広げて、日本万国博覧会（EXPO '70、1970年3月 - 9月）や札幌冬季五輪（1972年2月）の関連イベントなどに参加した。1971年10月3日には『合歓ポピュラーフェスティバル'71』に出演して、「ヤング101の歌」として番組で披露してきた「人生、すばらしきドラマ」（山川啓介作詞、和田昭治作曲）で入賞を果たした。そして、同じフェスティバルで「出発の歌－失われた時を求めて」を歌ってグランプリ賞を受賞した上條が翌1972年12月31日のNHK『第23回NHK紅白歌合戦』で紅白初出場を果たした時には、応援としてゲスト出演して「出発の歌」のコーラスを歌った。さらにメンバーはヤング101以外での活動も積極的に行なった。田中星児は、ヤング101に加入後、局内で「おかあさんといっしょ」のオーディションの案内を見て応募し、1971年11月からは『ステージ101』出演と並行して初代うたのおにいさんを務めた。
ヤング101の番組内外での様々な活動の結果、『ステージ101』はより広く認識され人気を得て社会現象のようになり、NHKには「自分もヤング101に入れてほしい」という声が寄せられるようになった。番組が始まったあともメンバーは随時追加されていたが、このような人気の高まりを受けて、1971年から1972年にかけて対象を全国に広げた大規模のオーディションが実施されて、多くの新メンバーが加入した。初期のメンバーは20歳代が中心だったが、第一期生の最年少者だったザ・チャープスの三女の竹内えり子は中学生、第二期生の最年少者だった西玲子は高校生だった。1972年に入ると、さらに新しいメンバーが加入した一方で初期のメンバーが次々と卒業した結果、代替わりによる低年齢化が起こった。この頃から高校生の女性メンバーも増加し、1973年には谷山浩子、太田裕美が加入した。
一方、制作スタッフも代わった。1972年3月に末盛が番組ディレクターを降板し林叡作が後任を務めた。末盛の降板に伴ない、音楽監督は中村、和田から東海林修に、振付師は中川久美から坂上道之助、山田卓に代わった。林は1973年4月に退任し、音楽監督は同年10月に東海林から宮川泰に引き継がれた。
番組テーマ曲は放送開始から用いられてきたステージ101テーマソング「ヤッポン!」に代わって、1973年4月からはヤング101の若子内悦郎が作曲した「ステージ101 テーマ'73」となった。
初代司会者の関口は1970年9月末で番組を離れ、黒柳徹子が2代目を務めた。黒柳はアメリカ留学の為に降板する1971年9月まで司会を務め、1971年4月14日からはヤング101の泉朱子が司会者に加わった。1971年10月から1972年4月初めまではマイク真木・前田美波里夫妻が3代目として泉と3人で司会を務めた。1972年4月から9月までは沢田研二、加山雄三、西郷輝彦らがマンスリーゲストとして招かれ、一か月交代で泉と共に司会を務めた。泉が同年9月24日に番組を卒業すると、10月から1974年3月31日の最終回までは若子内、西などヤング101のメンバーが番組進行を行なった。

### 終了
1973年7月、NHKは9年間続いた前田義徳体制から小野吉郎体制へ移行。同じ頃、内幸町から渋谷への移転を完了しNHKホール（2代目）が開業し、同ホールを活かした新たな番組の制作が大きな課題となった。
同年10月に第1次オイルショックが起こり、NHKには徹底した経費削減が求められた。当時2波だけだったテレビの放送時間が短縮され、翌1974年度の予算も緊縮型となった。その影響でステージ101関連の予算は削減対象となり、やがて公開型の番組に移行すべしという結論に基づいて、番組の終了が決定された。
1974年3月31日午後6時40分、番組最終回の放映が終了すると同時に、ヤング101の44名は全員卒業。『ステージ101』はその歴史に幕を下ろした。

### 映像と音声の現存・保存状況
放送当時の1970年代にNHKでマスタリングに用いられていた2インチVTRは非常に高価であったため上書き使用が基本だった。このため、番組が終了した1974年にNHKに残された映像は最終回の放送用ビデオテープだけであった。その後、関係者がたまたま録画していた1972年1月19日放送の「開拓」が発見され、2016年6月の時点で残っていたのは2本のみであった。
2016年7月1日付のNHKアーカイブスの「NHK番組発掘プロジェクト通信」の「発掘ニュース」No.112では黒柳徹子が2代目の司会者を担当していた頃のモノクロ断片映像が発掘されたことが明らかにされ、さらに同ページの「思い出・コメント」欄にて他にもモノクロ、カラー合わせて数時間分の映像が見つかっていることがアーカイブス担当者より言及された。
NHKアーカイブスによって発掘テープには録画に使用されたビデオレコーダーの関係でモノクロ録画も含まれ、これまで現存していないとされていた初代司会者の関口宏の時代（1970年1月10日 - 1970年9月26日）からは、1970年1月24日放送の第3回が発掘された。また、黒柳徹子の時代（1970年10月10日 - 1971年9月22日）からは、1971年9月15日放送が、ゲスト出演した三木鶏郎が録画したテープに映像状態が不安定ながらも再生可能な状態で残存していた事も報告された。また、2018年4月20日・27日の「発掘ニュース」では田中星児から提供された1971年から1972年度前半のモノクロ録画・1972年度後半から1973年度までのカラー録画による部分映像の提供が特集された。
2018年4月6日から「発掘ニュース」で番組の発掘テープが特集され、4月13日の同ページで全編残存、もしくは欠落部が存在するがほぼ全編が存在する発掘テープが以下の合計13本になった事が明らかにされた。
- 1970年1月24日
- 1971年9月15日
- 1972年1月19日（「開拓」）、5月28日、6月25日、8月13日
- 1973年11月11日、12月2日、12月9日
- 1974年1月27日、3月3日、3月17日、3月31日（最終回）

「開拓」・番組最終回の映像と、発掘映像の内9本はNHKアーカイブスと全国のNHK公開ライブラリーで視聴可能である。また、発掘プロジェクトではこの「ステージ１０１」を発掘し続け、放送回数１７０回の内、１４０回分のテレビ音声や映像を収集している。
2021年5月21日、5枚組CDボックスセット『ステージ101 GO!』が発売。ヤング101とメンバーのソロ活動のレコードからの音源に加えて、メンバーのまきのりゆきが番組終了時に番組制作の音声係から受け取って45年間保管していた6 mmの音声テープからの音源が収録された。
また、メンバーの青木マスミこと八月真澄から、彼女が知人のNHK美術部員に撮影してもらって長年保管していた最終回のリハーサル映像（8ミリフィルム・音声なし）がNHKアーカイブスに提供された。
2023年12月19日、NHKアーカイブスが発掘した初出の洋楽カバー集『ステージ101 ポップスを歌う』が発売。放送当時のモノラル音源で、全19曲を収録。

## 番組終了後の動向

### NHKの若者向け音楽番組
2023年現在もNHKでは若者向け音楽番組が趣向を変えながらも続いている。
総合テレビ
- 『レッツゴーヤング』[注 31]（1974年4月 - 1986年4月）日曜18時
- 『ヤングスタジオ101』（1986年4月 - 1988年3月）日曜18時
- 『ジャストポップアップ』（1988年4月 - 1991年3月）土曜夕方→金曜深夜
- 『ポップジャム（POP JAM）』（1993年4月 - 2007年3月）土曜夕方（単発）→週末深夜
- 『MUSIC JAPAN（通称MJ）』（2007年4月 - 2016年3月）平日深夜→日曜夕方→木曜夜→日曜深夜
- 『シブヤノオト』（2016年4月 - 2022年3月）月1回不定期（単発）→土曜深夜→土曜夜
- 『NAOMIの部屋』（2016年4月 - 2018年3月）月1回不定期（単発）
- 『Venue101』（2022年4月 - ）土曜夜枠

BS2
- 『サンデーヤングミュージック』（1993年 - ）日曜18時
  - 『アイドルオンステージ』
  - 『ミュージック・ジャンプ』
  - 『ザ少年倶楽部』[注 32]

### ヤング101の再結集
番組が終了してから14年後、1988年5月の『NHKビデオギャラリー』で『ステージ101』が取り上げられ、一城みゆ希らがゲスト出演。これを機に元メンバーをはじめ、かつての出演者やファンらが、ヤング101の復活を目指した活動を開始することとなる。
1993年8月14日に放映された『第25回思い出のメロディー』では、元メンバー17名が結集して、『ステージ101』の最終回のフィナーレで歌われた「涙をこえて」を披露した。
2001年10月13日には、インディーズレーベルのウルトラ・ヴァイヴから『ステージ101』の2枚組ベストアルバムCD『ステージ101ベスト』が発売され、3500枚を売り上げた。
2002年8月10日に大宮ソニックシティから生中継された『第34回思い出のメロディー』でも元メンバー26名が結集して「怪獣のバラード」と「涙をこえて」をメドレーで披露した。
2003年10月21日夜、22日昼・夜の計3回にわたり、シアターコクーン（Bunkamura内）にて、ヤング101復活コンサート『ステージ101〜明日に架ける橋』が行われた。歴代メンバー88名の半数に近い37名が約30年ぶりにヤング101を再結成して和田昭治、ダンサーズ101と共に出演し、永六輔、黒柳徹子、関口宏、マイク真木、前田美波里、上條恒彦らがゲスト出演した。さらに、かつてプロたちに選ばれたヤング101が選ぶ側に回り、若い世代のタレントの卵を発掘し新たに「ヤング101Jr.」を結成させ、復活コンサートで共演した。22日夜の部の模様は後日NHK BS2で放送された。
こうした盛り上がりを受け、『NHKアーカイブス』は2006年3月に『ステージ101』の最終回をノーカットで放送した。
ナベプロからヤング101に加入して放送終了まで1年3か月間在籍した太田裕美は、『きよしとこの夜』にゲスト出演した際、「ズンドコタイムトラベル」のコーナーで『ステージ101』のVTRが流されると、自分が青春を過ごしたCT-101スタジオで『きよしとこの夜』の収録が行われていると知って驚いたと述べた。
2016年3月6日放送の新・BS日本のうた（NHK BSプレミアム）の「あの歌に再会」というコーナーにいづみ朱子、ザ・チャープス、田中星児を始めとする元メンバー16名が出演して、テーマ曲の「ヤッポン！」「人生すばらしきドラマ」「涙をこえて」を披露した。
2018年7月28日、NHKアーカイブスが開催した『ステージ101』スペシャル上映会に元メンバー15名が出席した。一城みゆ希が司会を担当し、他の元メンバーも舞台挨拶を行なった。
放送終了から50年以上が経過して、元メンバーには亡くなった者も、今なお第一線に立ち続けている者もいる。

## 放送時間
1970年1月10日 - 1971年4月3日
毎週土曜日 20:00 - 21:00
1971年4月7日 - 1972年3月29日
毎週水曜日 20:00 - 20:45
1972年4月9日 - 1973年4月1日
毎週日曜日 19:20 - 20:00
1973年4月8日 - 1974年3月31日
毎週日曜日 18:00 - 18:40

## 歴代音楽監督
- 中村八大（1970年1月 - 1972年3月）
- 和田昭治（1970年1月 - 1972年3月）
- 東海林修（1972年4月 - 1973年9月）
- 宮川泰（1973年10月 - 1974年3月）

※ほかに三沢郷、前田憲男、服部克久などが「音楽」担当としてクレジットされていた。また、シング・アウトの一員としてヤング101に加入して1971年9月まで在籍した樋口康雄が、卒業した後には作・編曲に関与した。

## 出演者

### 歴代司会者
- 初代：関口宏（1970年1月10日 - 1970年9月26日）
- 2代：黒柳徹子（1970年10月10日 - 1971年9月22日）
- 3代：マイク真木・前田美波里[23]（1971年10月6日 - 1972年3月29日）

1971年4月14日からヤング101の泉朱子が司会者に加わった。1972年3月末にマイク真木夫妻が降板した後は、ゲストが一カ月交代で泉と司会を行ない、泉が9月末に番組を卒業すると、10月からはヤング101の若子内悦郎、西玲子らが後を引き継いだ。

### ヤング101
※出典    に基づいて、メンバー名を在籍当時の名字の五十音順に列記した。太字は番組終了時の在籍者。()内は番組での愛称と出演した期間を示す。アップルズ、シング・アウト、ザ・チャープス、ザ・バーズ、ザ・バロン、ワカとヒロのメンバーは末尾に示した。ヤング101在籍前後の活動や在籍中のソロ活動については、脚注や各々のページを参照のこと。
- 相沢忠彦（アイちゃん、1971年7月7日 - 1974年3月31日）
- 青木マスミ（アオちゃん、1971年7月7日 - 1974年3月31日）[29][注 39]
- キャンディー浅田（1973年10月21日 - 1974年3月31日） [注 40]
- 井口典子（ノコ、1970年1月10日 - 1973年4月1日）[注 41]
- 池田美和（イケちゃん、1970年1月10日 - 1971年4月3日、シング・アウト）[30][31][注 42]
- 石岡ひろし（ひろし、1970年1月10日 - 1972年8月20日）[32][33][注 43]
- 石川裕子（1973年10月21日 - 1974年3月31日、アップルズ）[注 44]
- 泉朱子（シュコ、1970年1月10日 - 1972年9月24日）[34][注 45]
- 一城みゆ希（みゆ希、1970年1月10日 - 1972年9月24日）[注 46]
- いとう朋彦（トモ、1973年4月8日 - 1974年3月31日）[注 47]
- 伊藤悟（ジャイアント、1973年4月8日 - 1974年3月31日）[注 48]
- 伊藤三礼子（ミレ、1971年7月7日 - 1974年3月31日）[注 49]
- 井上稔（コンコン、1971年7月7日 - 1974年3月31日）
- 江崎英子（グリ、1970年1月10日 - 1973年4月1日）[注 50]
- 江崎和子（エミちゃん、1970年1月10日 - 1971年4月3日、シング・アウト）
- 大城孝治（コージ、1973年1月21日 - 1974年3月31日）
- 太田裕美（ヒロミちゃん、1973年1月21日 - 1974年3月31日）[注 51]
- 大原マリ子（1973年10月21日 - 1974年3月31日、アップルズ）[注 52]
- 小野寺正夫（1973年10月21日 - 1974年3月31日）
- 小原初美（ハツミちゃん、1970年1月10日 - 1973年4月1日）[注 53]
- 温碧蓮 （オンちゃん、1970年1月10日 - 1973年4月1日）[注 54][35]
- 加藤芽久美（メミ、1972年10月1日 - 1974年3月31日）
- 加奈綾子（カナちゃん、1971年7月7日 - 1972年9月24日）
- 上市光男（ミツオ、1970年1月10日 - 1971年4月3日）
- 上村優（1973年10月21日 - 1974年3月31日）
- 河内広明（ヒロ、1970年1月10日 - 1974年3月31日、ザ・バロン、ワカとヒロ）[注 55]
- 岸じゅんこ（ジュンちゃん、1973年10月21日 - 1974年3月31日）
- 岸龍也（タツヤ、1971年7月7日 - 1973年4月1日）[注 56]
- 木下とも子（トモ、1973年1月21日 - 1974年3月31日）
- 北美奈々（1973年10月21日 - 1974年3月31日）[注 57]
- 清須邦義（クニ、1970年1月10日 - 1972年3月31日、ザ・バロン）[注 58]
- 串田アキラ（アキラ、1970年1月10日 - 1972年3月31日）
- 工藤たけし（タケシ、1972年6月4日 - 1974年3月31日）[注 59]
- ビル・クラッチフィールド（ビル、1970年1月10日 - 1971年4月頃、シング・アウト）[31][注 60]
- 黒沢裕一（クロ、ユーボー、1970年1月10日 - 1972年3月31日）[36][注 61]
- ケリー・コア（1970年3月 - 1970年9月頃、シング・アウト）[注 62]
- 湖東美歌（ミカ、1973年4月8日 - 1974年3月31日) [37][注 63]
- 小林啓子（オケケ、1970年1月10日 - 1971年4月21日）[注 64]
- 小林善美（おとうさん、1970年1月10日 - 1971年4月3日、シング・アウト）[31][38][注 65]
- さいとうあきひこ（ムーミン、1972年6月4日 - 1974年3月31日）[注 66]
- 佐藤幸平（コッペ、1973年4月8日 - 1974年3月31日）
- 塩見大治郎（ダイちゃん、1970年1月10日 - 1974年3月31日）[注 67]
- 宗台春男（チュンタ、1970年1月10日 - 1973年4月1日、ザ・バロン）[39][注 68]
- 庄司淳（ジュン、1973年4月8日 - 1974年3月31日）[注 69][40]
- 諏訪マリー（マリー、1971年7月7日 - 1974年3月31日）[注 70]
- 惣領泰則（パタ坊、ソーリョー、1970年1月10日 - 1971年4月3日、シング・アウト）[注 71]
- 田頭信幸（エル、1972年10月1日 - 1974年3月31日）[注 72]
- 高木吾郎（ゴロー君、1971年7月7日 - 1972年3月31日）[注 73]
- 高野美千代（ミッちゃん、1970年1月10日 - 1973年4月1日）[41][42][注 74]
- 高橋キヨシ（キヨシ、チョボ、1970年1月10日 - 1972年9月24日）[43][注 75]
- 竹内えり子（ケイコ、チビケイ、1970年1月10日 - 1974年3月31日、ザ・チャープス）[注 76]
- 竹内まり子（チャコ、1970年1月10日 - 1974年3月31日、ザ・チャープス）[注 77]
- 竹内ゆり子（タカちゃん、1970年1月10日 - 1974年3月31日、ザ・チャープス）[注 78]
- 田中星児（セイジ、1970年10月31日 - 1974年3月31日）[注 79]
- 谷山浩子（ヒロコ、1972年10月1日 - 1974年3月31日）[注 80]
- ジュリアン・チェング（1970年10月31日 - 1971年4月21日）[注 81]
- 津島隆文（アー坊、1970年1月10日 - 1973年4月1日）[注 82]
- 豊田順子（ジュンちゃん、1970年1月10日 - 1972年3月29日、ザ・バーズ）[注 83]
- 豊田礼子（レイちゃん、1970年1月10日 - 1973年4月1日、ザ・バーズ）[注 84]
- 中岡淑子（ナカカ、1970年1月10日 - ?、シング・アウト）
- 中川圭子（ドド、1971年7月7日 - 1973年10月21日）[注 85]
- 中山エミ（1973年4月8日 - 1973年10月21日）[44][注 86]
- 長沢澄子（オスミ、1970年1月10日 - 1973年4月1日）[注 87]
- 西玲子（ニック、1971年7月7日 - 1973年10月21日）[注 88]
- 畑山佳代（1973年10月21日 - 1974年3月31日、アップルズ）[45][注 89]
- 浜岡万紗子（マサコ、1973年4月8日 - 1974年3月31日）[注 90]
- 早川節子（セッちゃん、1973年4月8日 - 1974年3月31日）
- 速水雄二（ジョージ、1973年4月8日 - 1974年3月31日）
- 原田時芳（クマさん、1970年1月10日 - 1971年4月3日、シング・アウト）[注 91]
- 東俊（1973年4月8日 - 1973年10月21日）[注 92]
- 樋口康雄（ピコ、1970年1月10日 - 1971年9月22日、シング・アウト）[注 93]
- 広美和子（チョロ、1971年7月7日 - 1974年3月31日）[注 94]
- 藤島新（フジシン君、1971年7月7日 - 1973年4月1日）[注 95]
- 藤村泰介（1973年10月21日 - 1974年3月31日）[注 96]
- まきのりゆき（のり坊、1971年7月7日 - 1974年3月31日）[注 97]
- 牧ミユキ（トミー、1970年1月10日 - 1972年9月24日）[46][注 98]
- 桝川譲治（1973年10月21日 - 1974年3月31日） [47]
- 三國真理子（ミク、1973年4月8日 - 1974年3月31日）
- 水木誠（マコ、1970年9月5日 - 1972年11月26日）[注 99]
- 宮川裕史（1973年10月21日 - 1974年3月31日）
- 宮口森也（1970年1月10日 - 1970年8月頃、シング・アウト ）[注 100]
- 向山照愛（ドンちゃん、1970年1月10日 - 1971年4月3日、シング・アウト）[31][注 101]
- 八代かずみ（デコちゃん、1971年7月7日 - 1973年10月21日）[注 102]
- 山崎功（ヤマちゃん、1972年6月4日 - 1974年3月31日）[注 103]
- 山田美也子（ミヤちゃん、1971年7月7日 - 1973年4月1日）[注 104]
- やまべ星子（1973年10月21日 - 1974年3月31日）
- リディア（1970年1月10日 - 1970年3月頃、シング・アウト ）
- 若子内悦郎（ワカ、1970年1月10日 - 1974年3月31日、ザ・バロン、ワカとヒロ）[注 105]

#### メンバーの変遷
※各メンバーの在籍期間に加えて、各司会者の在任期間とNHKアーカイブスに完全もしくはほぼ完全に残存する映像が保存されている放送回の放送時期を示す。
※名前の表記と情報の詳細については注釈を参照のこと。

### その他の出演者
- ダンサーズ101
- 中村八大
- 和田昭治[注 109]
- 上條恒彦[注 110]
- 小島秀子（電子オルガン奏者）
- バンド101（演奏）
  - 水谷公生（ギター）
  - 松木恒秀（ギター）
  - 田中清司（ドラムス）
  - 武部秀明（ベース・ギター）
  - 栗林稔（キーボード）
- オーケストラ101（演奏）
- リズム101（演奏）

## 放送日程
（この節の出典：ステージ101 - NHK放送史）
※NHKアーカイブスに完全もしくはほぼ完全に残存する映像が保存されている放送回を*で示す。ゲストは原則として五十音順に表記。
| 放送回   | 放送日                                                                                          | 放送時間    | 司会・レギュラー・準レギュラー                                       | ゲスト |
| -------- | ----------------------------------------------------------------------------------------------- | ----------- | -------------------------------------------------------------------- | --- |
| 特別番組 | 1969年11月03日(月)                                                                              | 20:00-21:00 | 関口宏、石井好子、ヤング101                                          | 渥美清、植木等、三波春夫 |
| 特別番組 | 1970年01月01日(木)                                                                              | 20:00-21:00 | 関口宏、ヤング101                                                    | 水前寺清子、寺尾聡、二世西川鯉三郎社中 |
| 1        | 1970年01月10日(土)                                                                              | 20:00-21:00 | 関口宏、ヤング101、ダンサーズ101、上條恒彦                           | 浅丘ルリ子、坂本九、慶応大学世界民俗音楽研究会、芝原くるみ |
| 2        | 1970年01月17日(土)                                                                              | 20:00-21:00 | 関口宏、ヤング101、ダンサーズ101、小島秀子                           | 植木等、森光子、アイ・ジョージ、ザ・ジャパニーズ |
| 3*       | 1970年01月24日(土)                                                                              | 20:00-21:00 | 関口宏、ヤング101、ダンサーズ101、中村八大                           | 岸洋子、三遊亭小圓遊、田辺一鶴、中村八大クインテット |
| 4        | 1970年01月31日(土)                                                                              | 20:00-21:00 | 関口宏、ヤング101、ダンサーズ101、中村八大                           | 越路吹雪、植木等、ジョージ川口、成城大学アメリカンフォークソング研究会、中村八大クインテット                                                                             |
| 5        | 1970年02月07日(土)                                                                              | 20:00-21:00 | 関口宏、ヤング101、ダンサーズ101、中村八大、和田昭治                 | 青江三奈、市原悦子、植木等、中村八大クインテット、藤本圭子 |
| 6        | 1970年02月14日(土)                                                                              | 20:00-21:00 | 関口宏、ヤング101、ダンサーズ101、中村八大、和田昭治                 | 沖浩一、北島三郎、益田喜頓 |
| 7        | 1970年02月21日(土)                                                                              | 20:00-21:00 | 関口宏、ヤング101、ダンサーズ101、小島秀子、中村八大、和田昭治       | 田辺一鶴、フランク永井、早野寿郎、藤村有弘 |
| 8        | 1970年02月28日(土)                                                                              | 20:00-21:00 | 関口宏、ヤング101、ダンサーズ101、小島秀子、中村八大、和田昭治       | 三遊亭円楽、西郷輝彦 |
| 9        | 1970年03月07日(土)                                                                              | 20:00-21:00 | 関口宏、ヤング101、ダンサーズ101、小島秀子                           | 島倉千代子、獅子てんや・瀬戸わんや、中村八大とグループ１０１ |
| 10       | 1970年03月21日(土)                                                                              | 20:30-21:30 | 関口宏、ヤング101、ダンサーズ101、上條恒彦、中村八大                 | 砂川捨丸、中村春代、美空ひばり |
| 11       | 1970年03月28日(土)                                                                              | 20:00-21:00 | 関口宏、ヤング101、ダンサーズ101、上條恒彦                           | 古今亭志ん朝、ピンキーとキラーズ |
| 12       | 1970年04月04日(土)                                                                              | 20:00-21:00 | 関口宏、ヤング101、ダンサーズ101                                     | 石井好子、坂本九、谷幹一、左とん平 |
| 13       | 1970年04月11日(土)                                                                              | 20:00-21:00 | 関口宏、ヤング101、ダンサーズ101、中村八大                           | 江利チエミ、茶川一郎、田辺一鶴、左卜全 |
| 14       | 1970年04月18日(土)                                                                              | 20:00-21:00 | 関口宏、ヤング101、ダンサーズ101                                     | 大瀬しのぶ・こいじ、ザ・ジャパニーズ、アイ・ジョージ、由美かおる |
| 15       | 1970年04月25日(土)                                                                              | 20:00-21:00 | 関口宏、ヤング101、ダンサーズ101                                     | 加藤芳郎、ペギー葉山、ジェリー藤尾 |
| 16       | 1970年05月02日(土)                                                                              | 20:00-21:00 | 関口宏、ヤング101、ダンサーズ101、小島秀子、中村八大、和田昭治       | 上原謙、加山雄三、佐野周二、高田恭子、千葉紘子、那智わたる、夢路いとし・喜味こいし                                                                                       |
| 17       | 1970年06月06日(土)                                                                              | 20:00-21:00 | 関口宏、ヤング101、ダンサーズ101                                     | 黒柳徹子、フォーリーブス、マイク真木、前田美波里、ミヤコ蝶々 |
| 18       | 1970年06月27日(土)                                                                              | 20:00-21:00 | 関口宏、ヤング101、ダンサーズ101、中村八大、和田昭治                 | 芦屋雁之助、芦屋小雁、デューク・エイセス、ペギー葉山、左とん平 |
| 19       | 1970年07月04日(土)                                                                              | 20:00-21:00 | 関口宏、ヤング101、ダンサーズ101、中村八大、和田昭治                 | 藤村有弘、真帆志ぶき |
| 20       | 1970年07月11日(土)                                                                              | 20:00-21:00 | 関口宏、ヤング101、ダンサーズ101、中村八大、和田昭治                 | 金井克子、高松しげお、ダーク・ダックス |
| 21       | 1970年08月09日(日) 特集「レッツゴーヤング101」（1970年08月01日内幸町NHKホールにて公開録画）     | 19:20-20:00 | ヤング101、ダンサーズ101                                             | |
| 22       | 1970年08月15日(土)                                                                              | 20:30-21:30 | 関口宏、ヤング101、ダンサーズ101、小島秀子、和田昭治                 | 伊東ゆかり、坂上二郎、菅原洋一 |
| 23       | 1970年09月05日(土)                                                                              | 20:00-21:00 | 関口宏、ヤング101、ダンサーズ101、中村八大                           | 有島一郎、雪村いづみ |
| 24       | 1970年09月12日(土)                                                                              | 20:00-21:00 | 関口宏、ヤング101、ダンサーズ101                                     | 獅子てんや・瀬戸わんや、布施明 |
| 25       | 1970年09月19日(土)                                                                              | 20:00-21:00 | 関口宏、ヤング101、ダンサーズ101                                     | 市原悦子、西郷輝彦 |
| 26       | 1970年09月26日(土)                                                                              | 20:00-21:00 | 関口宏、ヤング101、ダンサーズ101                                     | 黒柳徹子、谷幹一、ブルー・セインツ |
| 27       | 1970年10月10日(土)                                                                              | 20:00-21:00 | 黒柳徹子、ヤング101、中村八大                                        | ザ・シャデラックス |
| 28       | 1970年10月24日(土)                                                                              | 20:00-21:00 | 黒柳徹子、ヤング101、ダンサーズ101、小島秀子、中村八大、和田昭治     | 岸洋子 |
| 29       | 1970年10月31日(土)                                                                              | 20:00-21:00 | 黒柳徹子、ヤング101、ダンサーズ101、小島秀子、中村八大、和田昭治     | ミヤコ蝶々 |
| 30       | 1970年11月07日(土)                                                                              | 20:00-21:00 | 黒柳徹子、ヤング101、ダンサーズ101、中村八大、和田昭治               | 上月晃、フェリス・フォーク・ソング・クラブ |
| 31       | 1970年11月14日(土)                                                                              | 20:00-21:00 | 黒柳徹子、ヤング101、ダンサーズ101、中村八大、和田昭治               | 榎本晴夫、江利チエミ |
| 32       | 1970年11月21日(土)                                                                              | 20:00-21:00 | 黒柳徹子、ヤング101、ダンサーズ101、小島秀子、中村八大、和田昭治     | 岸田今日子、左とん平 |
| 33       | 1970年11月28日(土)                                                                              | 20:00-21:00 | 黒柳徹子、ヤング101、ダンサーズ101、上條恒彦、和田昭治               | 一輪亭花咲、宝田明 |
| 34       | 1970年12月05日(土)                                                                              | 20:00-21:00 | 黒柳徹子、ヤング101、ダンサーズ101、小島秀子                         | 坂本九、リーガル天才・秀才 |
| 35       | 1970年12月12日(土)                                                                              | 20:00-21:00 | 黒柳徹子、ヤング101、ダンサーズ101、中村八大、和田昭治               | 有島一郎、五木まり、加藤登紀子、田中のり子、堀内美紀 |
| 36       | 1970年12月19日(土)                                                                              | 20:00-21:00 | 黒柳徹子、ヤング101、ダンサーズ101、中村八大、和田昭治               | 前田美波里、マイク真木、真鍋博 |
| 37       | 1970年12月26日(土)                                                                              | 20:00-21:00 | 黒柳徹子、ヤング101、ダンサーズ101                                   | E・H・エリック、ダーク・ダックス、藤村有弘 |
| 38       | 1971年01月02日(土)                                                                              | 20:00-21:00 | 黒柳徹子、ヤング101、ダンサーズ101、中村八大、和田昭治               | 市川染五郎、桂文楽、金井克子、越路吹雪、ザ・フラッシャーズ、三木のり平、オーケストラ101                                                                                  |
| 39       | 1971年01月09日(土)                                                                              | 20:00-21:00 | 黒柳徹子、ヤング101、ダンサーズ101、和田昭治                         | 芦屋小雁、ザ・ジャパニーズ、アイ・ジョージ、中林 淳真、ソニア・ローザ |
| 40       | 1971年01月16日(土)                                                                              | 20:00-21:00 | 黒柳徹子、ヤング101、ダンサーズ101                                   | E・H・エリック、トリオ・ハポネス、雪村いづみ |
| 41       | 1971年01月23日(土)                                                                              | 20:00-21:00 | 黒柳徹子、ヤング101、ダンサーズ101、中村八大、和田昭治               | 坂上二郎、西郷輝彦 |
| 42       | 1971年01月30日(土)                                                                              | 20:00-21:00 | 黒柳徹子、ヤング101、ダンサーズ101、中村八大、和田昭治               | 菅原洋一、なべおさみ、早坂絃子 |
| 40       | 1971年01月16日(土)                                                                              | 20:00-21:00 | 黒柳徹子、ヤング101、ダンサーズ101                                   | Ｅ.Ｈ.エリック、トリオ・ハポネス、雪村いづみ |
| 41       | 1971年01月23日(土)                                                                              | 20:00-21:00 | 黒柳徹子、ヤング101、ダンサーズ101、中村八大、和田昭治               | 坂上二郎、西郷輝彦 |
| 42       | 1971年01月30日(土)                                                                              | 20:00-21:00 | 黒柳徹子、ヤング101、ダンサーズ101、中村八大、和田昭治               | 菅原洋一、なべおさみ、早坂絃子 |
| 43       | 1971年02月06日(土)                                                                              | 20:00-21:00 | 黒柳徹子、ヤング101、ダンサーズ101、中村八大、和田昭治               | ピンキーとキラーズ、ミヤコ蝶々 |
| 44       | 1971年02月13日(土)                                                                              | 20:00-21:00 | 黒柳徹子、ヤング101、ダンサーズ101、中村八大、和田昭治               | 浅川マキ、佐々木寿美、山下洋輔トリオ |
| 45       | 1971年02月20日(土)                                                                              | 20:00-21:00 | 黒柳徹子、ヤング101、ダンサーズ101、中村八大、和田昭治               | トリオ・スカイライン |
| 46       | 1971年03月06日(土)                                                                              | 20:00-21:00 | 黒柳徹子、ヤング101、ダンサーズ101、小島秀子、中村八大、和田昭治     | 三遊亭小圓遊、砂原美智子、ザ・ピーナッツ |
| 47       | 1971年03月13日(土)                                                                              | 20:00-21:00 | 黒柳徹子、ヤング101、ダンサーズ101、中村八大、和田昭治               | 坂本九、藤村有弘 |
| 48       | 1971年03月20日(土) 「レッツGOヤング」（1971年3月9日大手町サンケイホールにて公開録画）           | 20:00-21:00 | 黒柳徹子、ヤング101、中村八大、和田昭治                              | シャープ・ファイブ |
| 49       | 1971年03月27日(土)                                                                              | 20:00-20:55 | 黒柳徹子、ヤング101、ダンサーズ101、中村八大、和田昭治               | 水原弘 |
| 50       | 1971年04月03日(土)                                                                              | 20:00-20:00 | 黒柳徹子、ヤング101、ダンサーズ101、中村八大、和田昭治               | 都はるみ |
| 51       | 1971年04月07日(水)                                                                              | 20:00-20:45 | 黒柳徹子、ヤング101、ダンサーズ101                                   | |
| 52       | 1971年04月14日(水)                                                                              | 20:00-20:45 | 黒柳徹子、ヤング101、ダンサーズ101                                   | |
| 53       | 1971年04月21日(水)                                                                              | 20:00-20:45 | 黒柳徹子、ヤング101                                                  | |
| 54       | 1971年05月05日(水)                                                                              | 20:00-21:00 | 黒柳徹子、ヤング101、ダンサーズ101、中村八大、和田昭治               | 南里文雄、宮間利之とニューハード、コンボ101 |
| 55       | 1971年05月12日(水)                                                                              | 20:00-20:45 | 黒柳徹子 ヤング101、ダンサーズ101、上條恒彦、中村八大                | 菊地二三子 |
| 56       | 1971年06月02日(水)                                                                              | 20:00-20:45 | 黒柳徹子、ヤング101、ダンサーズ101、中村八大、和田昭治               | コンボ101 |
| 57       | 1971年06月09日(水) （1970年05月14日横浜文化会館にて公開録画）                                   | 20:30-21:15 | 黒柳徹子、ヤング101、ダンサーズ101、中村八大、和田昭治               | コンボ101 |
| 58       | 1971年06月16日(水)                                                                              | 20:00-20:45 | 黒柳徹子、ヤング101、ダンサーズ101、中村八大、和田昭治               | 西村ユリ |
| 59       | 1971年06月23日(水) 「ヤングヤング札幌」（「1971年オリンピックデーのつどい」札幌市からの生中継） | 20:00-20:45 | 黒柳徹子 ヤング101、中村八大                                         | ノース・ウインド・フォー |
| 60       | 1971年07月07日(水)                                                                              | 20:00-20:45 | 黒柳徹子、ヤング101、ダンサーズ101、中村八大                         | |
| 61       | 1971年07月14日(水)                                                                              | 20:00-20:45 | 黒柳徹子、ヤング101、ダンサーズ101、中村八大                         | 鈴木章治、ディック・ミネ |
| 62       | 1971年07月21日(水)                                                                              | 20:00-20:45 | 黒柳徹子 ヤング101、ダンサーズ101、中村八大、和田昭治                | |
| 63       | 1971年08月04日(水)                                                                              | 20:00-20:45 | 黒柳徹子、ヤング101、ダンサーズ101、中村八大、和田昭治               | |
| 64       | 1971年08月11日(水)                                                                              | 20:00-20:45 | 黒柳徹子、ヤング101、ダンサーズ101、中村八大                         | 渋谷毅 |
| 65       | 1971年08月18日(水)                                                                              | 20:00-20:45 | 黒柳徹子 ヤング101、ダンサーズ101、小島秀子、和田昭治                | |
| 66       | 1971年09月01日(水)                                                                              | 20:00-20:45 | 黒柳徹子 ヤング101、ダンサーズ101、中村八大、和田昭治                | 越中五ヶ山こきりこ唄保存会 |
| 67       | 1971年09月08日(水)                                                                              | 20:00-20:45 | 黒柳徹子、ヤング101、ダンサーズ101、中村八大、和田昭治               | |
| 68*      | 1971年09月15日(水)                                                                              | 20:00-20:45 | 黒柳徹子、ヤング101、ダンサーズ101、中村八大、和田昭治               | 小原重徳 |
| 69       | 1971年09月22日(水)                                                                              | 20:00-20:45 | 黒柳徹子 ヤング101、ダンサーズ101、和田昭治                          | マイク真木、前田美波里 |
| 70       | 1971年10月08日(水)                                                                              | 20:00-20:45 | マイク真木、前田美波里、ヤング101、ダンサーズ101、中村八大、和田昭治 | うつみみどり |
| 71       | 1971年10月15日(水)                                                                              | 20:00-20:45 | マイク真木、前田美波里、ヤング101、中村八大、和田昭治                | うつみみどり |
| 72       | 1971年10月22日(水)                                                                              | 20:00-20:45 | マイク真木、前田美波里、ヤング101、和田昭治                          | うつみみどり |
| 73       | 1971年11月03日(水)                                                                              | 20:00-20:45 | マイク真木、前田美波里、ヤング101、ダンサーズ101                     | |
| 74       | 1971年11月17日(水)                                                                              | 20:00-20:45 | マイク真木、前田美波里、ヤング101、和田昭治                          | 井上順之 |
| 75       | 1971年12月01日(水)                                                                              | 20:00-20:45 | マイク真木、前田美波里、ヤング101、ダンサーズ101、和田昭治           | アダチ龍光 |
| 76       | 1971年12月08日(水)                                                                              | 20:00-20:45 | マイク真木、前田美波里、ヤング101、ダンサーズ101、和田昭治           | 早野寿郎 |
| 77       | 1971年12月15日(水)                                                                              | 20:00-20:45 | マイク真木、前田美波里、ヤング101、ダンサーズ101、和田昭治           | 東京ふるさと会 |
| 78       | 1971年12月22日(水)                                                                              | 20:00-20:45 | マイク真木、前田美波里、ヤング101、ダンサーズ101、和田昭治           | 三遊亭小圓遊 |
| 79       | 1972年01月05日(水)                                                                              | 20:00-20:45 | マイク真木、前田美波里、ヤング101、ダンサーズ101、和田昭治           | 早野寿郎、早野凡平 |
| 80       | 1972年01月12日(水)                                                                              | 20:00-20:45 | マイク真木、前田美波里、ヤング101、ダンサーズ101、和田昭治           | 笑福亭仁鶴 |
| 81*      | 1972年01月19日(水)                                                                              | 20:00-20:45 | マイク真木、前田美波里、ヤング101、ダンサーズ101、上條恒彦、和田昭治 | |
| 82       | 1972年02月16日(水)                                                                              | 20:00-20:45 | マイク真木、前田美波里、ヤング101、ダンサーズ101、和田昭治           | |
| 83       | 1972年02月23日(水)                                                                              | 20:00-20:45 | マイク真木、前田美波里、ヤング101、ダンサーズ101、上條恒彦、和田昭治 | |
| 84       | 1972年03月01日(水)                                                                              | 20:00-20:45 | マイク真木、前田美波里、ヤング101、ダンサーズ101、和田昭治           | |
| 85       | 1972年03月08日(水)                                                                              | 20:00-20:45 | マイク真木、前田美波里、ヤング101、ダンサーズ101、和田昭治           | |
| 86       | 1972年03月15日(水)                                                                              | 20:00-20:45 | マイク真木、前田美波里、ヤング101、ダンサーズ101、和田昭治           | 三遊亭小圓遊 |
| 87       | 1972年03月29日(水)                                                                              | 20:00-20:45 | マイク真木、前田美波里、ヤング101                                    | |
| 88       | 1972年04月09日(日)                                                                              | 19:20-20:00 | ヤング101、ダンサーズ101                                             | 沢田研二、石橋正次、柳沢恵之輔、斎藤紀子 |
| 89       | 1972年04月16日(日)                                                                              | 19:20-20:00 | ヤング101、ダンサーズ101                                             | 沢田研二、石橋正次、ダニエル・ドゥーゼ |
| 90       | 1972年04月23日(日)                                                                              | 19:20-20:00 | ヤング101、ダンサーズ101                                             | 沢田研二、石橋正次 |
| 91       | 1972年04月30日(日)                                                                              | 19:20-20:00 | ヤング101、ダンサーズ101                                             | 沢田研二、石橋正次 |
| 92       | 1972年05月07日(日)                                                                              | 19:20-20:00 | ヤング101、ダンサーズ101、上條恒彦                                   | 加藤登紀子 |
| 93       | 1972年05月14日(日)                                                                              | 19:20-20:00 | ヤング101                                                            | はしだのりひことクライマックス |
| 94       | 1972年05月21日(日)                                                                              | 19:20-20:00 | ヤング101、ダンサーズ101                                             | 加藤登紀子、小室等 |
| 95*      | 1972年05月28日(日)                                                                              | 19:20-20:00 | ヤング101、ダンサーズ101、上條恒彦                                   | |
| 96       | 1972年06月04日(日)                                                                              | 19:20-20:00 | ヤング101、ダンサーズ101                                             | 西郷輝彦 |
| 97       | 1972年06月11日(日)                                                                              | 19:20-20:00 | ヤング101、ダンサーズ101                                             | 西郷輝彦、石坂浩二 |
| 98       | 1972年06月18日(日)                                                                              | 19:20-20:00 | ヤング101、ダンサーズ101                                             | 西郷輝彦、なべおさみ、水森亜土 |
| 99*      | 1972年06月25日(日)                                                                              | 19:20-20:00 | ヤング101、ダンサーズ101                                             | 西郷輝彦 |
| 100      | 1972年07月02日(日)                                                                              | 19:20-20:00 | ヤング101、ダンサーズ101                                             | |
| 101      | 1972年07月09日(日)                                                                              | 19:20-20:00 | ヤング101、ダンサーズ101                                             | 加山雄三、田中邦衛、インガ・トメセン、アルナシュリー・ラオ |
| 102      | 1972年07月16日(日)                                                                              | 19:20-20:00 | ヤング101、ダンサーズ101                                             | 加山雄三 |
| 103      | 1972年07月23日(日)                                                                              | 19:20-20:00 | ヤング101、ダンサーズ101                                             | 加山雄三 |
| 104      | 1972年07月30日(日)                                                                              | 19:20-20:00 | ヤング101、ダンサーズ101、東海林修                                   | 加山雄三 |
| 105*     | 1972年08月13日(日)                                                                              | 19:20-20:00 | ヤング101、ダンサーズ101                                             | 劇団四季 |
| 106      | 1972年08月20日(日)                                                                              | 19:20-20:00 | ヤング101、ダンサーズ101                                             | 水原弘 |
| 107      | 1972年09月06日(水) （1972年08月11日新宿厚生年金会館にて公開録画）                               | 20:20-21:00 | ヤング101、ダンサーズ101、リズム101                                  | |
| 108      | 1972年09月17日(日)                                                                              | 19:20-20:00 | ヤング101、ダンサーズ101、リズム101                                  | 森山良子 |
| 109      | 1972年09月24日(日)                                                                              | 19:20-20:00 | ヤング101、ダンサーズ101                                             | かまやつひろし |
| 110      | 1972年10月01日(日)                                                                              | 19:20-20:00 | ヤング101                                                            | かまやつひろし、黒柳徹子 |
| 111      | 1972年10月08日(日)                                                                              | 19:20-20:00 | ヤング101                                                            | 宮田輝 |
| 112      | 1972年10月15日(日)                                                                              | 19:20-20:00 | ヤング101                                                            | 井上順之、菊地雅章とセクステット |
| 113      | 1972年10月22日(日)                                                                              | 19:20-20:00 | ヤング101                                                            | 大和田伸也、猫、本田路津子 |
| 114      | 1972年10月29日(日)                                                                              | 19:20-20:00 | ヤング101                                                            | 朱里エイコ、柳家紫朝 |
| 115      | 1972年11月05日(日)                                                                              | 19:20-20:00 | ヤング101                                                            | イースト、五輪真弓 |
| 116      | 1972年11月12日(日)                                                                              | 19:20-20:00 | ヤング101                                                            | 渡辺貞夫クインテット |
| 117      | 1972年11月19日(日)                                                                              | 19:20-20:00 | ヤング101                                                            | 森山良子 |
| 118      | 1972年11月26日(日)                                                                              | 19:20-20:00 | ヤング101                                                            | 菅原洋一 |
| 119      | 1972年12月10日(日)                                                                              | 19:20-20:00 | ヤング101                                                            | |
| 120      | 1972年12月17日(日)                                                                              | 19:20-20:00 | ヤング101、上条恒彦                                                  | 橘静可 |
| 121      | 1972年12月24日(日)                                                                              | 19:20-20:00 | ヤング101                                                            | 一城みゆ希、泉朱子、ティーブ釜范、かまやつひろし、小林啓子、森山良子 |
| 122      | 1973年01月07日(日)                                                                              | 19:20-20:00 | ヤング101                                                            | 黒柳徹子、沢田研二、高山愛子バトンスタジオ、雪村いづみ、横浜市金沢バトングループ                                                                                         |
| 123      | 1973年01月14日(日)                                                                              | 19:20-20:00 | ヤング101                                                            | 堺正章 |
| 124      | 1973年01月21日(日)                                                                              | 19:20-20:00 | ヤング101                                                            | 平尾昌晃 |
| 125      | 1973年02月04日(日)                                                                              | 19:20-20:00 | ヤング101                                                            | クニ河内、モップス |
| 126      | 1973年02月11日(日)                                                                              | 19:20-20:00 | ヤング101                                                            | 泉谷しげる |
| 127      | 1973年02月18日(日)                                                                              | 19:20-20:00 | ヤング101                                                            | ビリーバンバン |
| 128      | 1973年02月25日(日)                                                                              | 19:20-20:00 | ヤング101                                                            | |
| 129      | 1973年03月04日(日)                                                                              | 19:20-20:00 | ヤング101                                                            | 五輪真弓、江戸家猫八、江戸家小猫、森山良子 |
| 130      | 1973年03月11日(日)                                                                              | 19:20-20:00 | ヤング101                                                            | |
| 131      | 1973年03月18日(日)                                                                              | 19:20-20:00 | ヤング101                                                            | 北村英治、栗田八郎、フランキー堺、世良譲 |
| 132      | 1973年03月25日(日)                                                                              | 19:20-20:00 | ヤング101                                                            | |
| 133      | 1973年04月01日(日)                                                                              | 19:20-20:00 | ヤング101                                                            | |
| 134      | 1973年04月08日(日)                                                                              | 18:00-18:40 | ヤング101                                                            | |
| 135      | 1973年04月15日(日)                                                                              | 18:00-18:40 | ヤング101                                                            | ケメ、マイ・ペース |
| 136      | 1973年04月22日(日)                                                                              | 18:00-18:40 | ヤング101                                                            | サムソン、寺田十三夫と信天翁 |
| 137      | 1973年05月06日(日)                                                                              | 18:00-18:40 | ヤング101                                                            | 本田路津子 |
| 138      | 1973年05月13日(日)                                                                              | 18:00-18:40 | ヤング101                                                            | 神崎みゆき |
| 139      | 1973年05月20日(日)                                                                              | 18:00-18:40 | ヤング101                                                            | “地盤沈下”、古井戸 |
| 140      | 1973年05月27日(日)                                                                              | 18:00-18:40 | ヤング101                                                            | 南こうせつとかぐや姫、ムーミン |
| 141      | 1973年06月17日(日)                                                                              | 18:00-18:40 | ヤング101                                                            | 森山良子 |
| 142      | 1973年06月24日(日)                                                                              | 18:00-18:40 | ヤング101                                                            | シモンズ、めんたんぴん |
| 143      | 1973年07月01日(日)                                                                              | 18:00-18:40 | ヤング101                                                            | ストーリー・ビル・ダンディーズ |
| 144      | 1973年07月08日(日)                                                                              | 18:00-18:40 | ヤング101                                                            | 助六太鼓グループ、キャプテンひろとスペース・バンド |
| 145      | 1973年07月15日(日)                                                                              | 18:00-18:40 | ヤング101                                                            | 共立女子学園スイート・レイラニ、チューリップ |
| 146      | 1973年07月22日(日)                                                                              | 18:00-18:40 | ヤング101                                                            | 鳳蘭 |
| 147      | 1973年07月29日(日)                                                                              | 18:00-18:40 | ヤング101                                                            | 西岡たかし、我夢土下座 |
| 148      | 1973年08月07日(火) （1973年08月02日NHKホールにて公開録画）                                      | 18:00-18:40 | ヤング101                                                            | 井口典子、石岡ひろし、一城みゆ希、小原初美、温碧蓮、岸龍也、黒沢裕一、黒柳徹子、宗台春男、関口宏、高野美千代、高橋キヨシ、津島隆文、長沢澄子、樋口康雄、藤島新、牧ミユキ |
| 149      | 1973年08月19日(日)                                                                              | 18:00-18:40 | ヤング101                                                            | かまやつひろし、佐渡山豊 |
| 150      | 1973年09月09日(日)                                                                              | 18:00-18:40 | ヤング101                                                            | 藤島新 |
| 151      | 1973年09月16日(日)                                                                              | 18:00-18:40 | ヤング101                                                            | キャロル、針すなお |
| 152      | 1973年09月23日(日)                                                                              | 18:00-18:40 | ヤング101                                                            | |
| 153      | 1973年09月30日(日)                                                                              | 18:00-18:40 | ヤング101                                                            | 泉朱子 |
| 154      | 1973年10月07日(日)                                                                              | 18:00-18:40 | ヤング101                                                            | ガロ、チューリップ |
| 155      | 1973年10月14日(日)                                                                              | 18:00-18:40 | ヤング101                                                            | 宗台春男、樋口康雄 |
| 156      | 1973年10月21日(日)                                                                              | 18:00-18:40 | ヤング101                                                            | |
| 157      | 1973年10月28日(日)                                                                              | 18:00-18:40 | ヤング101                                                            | 荻昌弘 |
| 158      | 1973年11月04日(日)                                                                              | 18:00-18:40 | ヤング101                                                            | 井口典子 |
| 159*     | 1973年11月11日(日)                                                                              | 18:00-18:40 | ヤング101                                                            | |
| 160      | 1973年11月18日(日)                                                                              | 18:00-18:40 | ヤング101                                                            | 高橋キヨシ |
| 161      | 1973年11月25日(日)                                                                              | 18:00-18:40 | ヤング101                                                            | 南こうせつとかぐや姫 |
| 162*     | 1973年12月02日(日)                                                                              | 18:00-18:40 | ヤング101                                                            | 中尾ミエ |
| 163*     | 1973年12月09日(日)                                                                              | 18:00-18:40 | ヤング101                                                            | 木田高介、アルキ・クインテット |
| 164      | 1973年12月16日(日)                                                                              | 18:00-18:40 | ヤング101                                                            | 南こうせつとかぐや姫 |
| 165      | 1974年01月13日(日)                                                                              | 18:00-18:40 | ヤング101、上條恒彦                                                  | やまがたすみこ |
| 166      | 1974年01月20日(日)                                                                              | 18:00-18:40 | ヤング101                                                            | ブロンコ、マイク真木 |
| 167*     | 1974年01月27日(日)                                                                              | 18:00-18:40 | ヤング101                                                            | あべ静江 |
| 168      | 1974年02月03日(日)                                                                              | 18:00-18:40 | ヤング101                                                            | 金井克子、東海林修、中村八大、ペドロ&カプリシャス、宮川泰、宮下康仁、和田昭治                                                                                            |
| 169      | 1974年02月10日(日)                                                                              | 18:00-18:40 | ヤング101                                                            | |
| 170      | 1974年02月17日(日)                                                                              | 18:00-18:40 | ヤング101                                                            | 都倉俊一 |
| 171      | 1974年02月24日(日)                                                                              | 18:00-18:40 | ヤング101                                                            | |
| 172*     | 1974年03月03日(日)                                                                              | 18:00-18:40 | ヤング101                                                            | 森山良子 |
| 173*     | 1974年03月17日(日)                                                                              | 18:00-18:40 | ヤング101                                                            | 宗台春男 |
| 174      | 1974年03月23日(土)                                                                              | 15:15-15:55 | ヤング101                                                            | チューリップ |
| 175      | 1974年03月24日(日)                                                                              | 18:00-18:40 | ヤング101、宮川泰                                                    | |
| 176*     | 1974年03月31日(日)                                                                              | 18:00-18:40 | ヤング101                                                            | 江崎英子、豊田礼子 |

## 楽曲

### 番組テーマソング
歌はいずれもヤング101。
- ステージ101テーマソング「ヤッポン!」
  - 1970年1月10日 - 1972年3月29日
作詞：井上頌一、作曲：中村八大、編曲：中村八大
  - 1972年4月9日 - 1973年4月1日
作詞：井上頌一、作曲：中村八大、編曲：東海林修
- ステージ101 テーマ'73
1973年4月8日 - 1974年3月31日
作詞：岡田冨美子、作曲：若子内悦郎、編曲：東海林修

### オリジナルソング
ステージ101のオリジナルソングとして、以下の曲が番組で披露された。
|                          | 曲名                   | 歌手名                    | 作詞       | 作曲           |
| ------------------------ | ---------------------- | ------------------------- | ---------- | -------------- |
| 主な番組オリジナルソング | ふたつのひとつ         | 石岡ひろし                | 井上頌一   | 山本直純       |
| 主な番組オリジナルソング | 夕べの祈り             | 江崎英子                  | 有馬三恵子 | 中村八大       |
| 主な番組オリジナルソング | 涙をこえて             | シング・アウト            | かぜ耕士   | 中村八大       |
| 主な番組オリジナルソング | めぐり逢う日まで       | 泉朱子                    | 岩谷時子   | いずみたく     |
| 主な番組オリジナルソング | 涙のしのび逢い         | 牧ミユキ                  | なかにし礼 | 鈴木邦彦       |
| 主な番組オリジナルソング | 気になるわ             | 泉朱子                    | 岩谷時子   | いずみたく     |
| 主な番組オリジナルソング | 恋人中心世界           | 小林啓子                  | 小平なほみ | 中村八大       |
| 主な番組オリジナルソング | しあわせの限界         | 串田アキラ                | 片桐和子   | 佐和田容堂     |
| 主な番組オリジナルソング | めざめ                 | 串田アキラ                | 片桐和子   | 和田昭治       |
| 主な番組オリジナルソング | 駄目ね！               | ザ・チャープス            | 駄目な娘   | 中村八大       |
| 主な番組オリジナルソング | ハイスクール・ブギ     | 水木誠                    | 阿久悠     | 都倉俊一       |
| 主な番組オリジナルソング | ピコ・ピコ・ピッコ     | 樋口康雄                  | 林春生     | 筒美京平       |
| 主な番組オリジナルソング | のんびり               | マイク真木                | マイク真木 | マイク真木     |
| 主な番組オリジナルソング | 脱線列車にのり込んで   | ヤング101                 | かぜ耕士   | 中村八大       |
| 主な番組オリジナルソング | 朝がきた               | 井口典子                  | 太田一朗   | 中村八大       |
| 主な番組オリジナルソング | 愛ある世界             | 河内広明                  | 山上路夫   | 和田昭治       |
| 主な番組オリジナルソング | 返事をおくれよ         | 樋口康雄・水木誠          | 忌野清志郎 | 肝沢暢一       |
| 主な番組オリジナルソング | 若さがあるから         | 小原初美                  | 山上路夫   | 渋谷毅         |
| 主な番組オリジナルソング | お昼は何にしましょうか | 小林啓子                  | かぜ耕士   | 山木幸三郎     |
| 主な番組オリジナルソング | おやすみなさい         | 若子内悦郎                | 永六輔     | 中村八大       |
| 主な番組オリジナルソング | 故郷を去って行く時     | 泉朱子                    | 藤田敏雄   | いずみたく     |
| 主な番組オリジナルソング | 今なら間に合うだろうか | 石岡ひろし                | 山川啓介   | 和田昭治       |
| 主な番組オリジナルソング | 若い旅                 | 塩見大治郎                | 永六輔     | 中村八大       |
| 主な番組オリジナルソング | 心、心よ               | ヤング101                 | 及川恒平   | 東海林修       |
| 主な番組オリジナルソング | 荷馬車にゆられて       | 西玲子                    | 山上路夫   | 東海林修       |
| 主な番組オリジナルソング | 君のコスモス           | ヤング101                 | 岩谷時子   | 宮川泰         |
| 主な「ヤング101の歌」    | 人生すばらしきドラマ   | 黒沢裕一                  | 山川啓介   | 和田昭治       |
| 主な「ヤング101の歌」    | にくい太陽             | ワカとヒロ                | 増永直子   | 東海林修       |
| 主な「ヤング101の歌」    | 怪獣のバラード         | ヤング101                 | 岡田冨美子 | 東海林修       |
| 主な「ヤング101の歌」    | 港祭りの町             | 相沢忠彦                  | 山上路夫   | かまやつひろし |
| 主な「ヤング101の歌」    | 愛の限界               | 藤島新                    | 岡田冨美子 | 東海林修       |
| 主な「ヤング101の歌」    | 僕が五年前に考えたこと | 田中星児・まきのりゆき    | 及川恒平   | 東海林修       |
| 主な「ヤング101の歌」    | ジャングルジム         | ヤング101（男性メンバー） | 及川恒平   | 東海林修       |

## ディスコグラフィ

### オリジナル・アルバム
（この節の出典：）

#### 概要
番組の人気が高まり、番組オリジナル・ソングが増えてきた1971年4月5日、EXPRESS/東芝音楽工業（東芝レコード）からステージ101名義のアルバム『ステージ101』が発表された。NHK芸能局の三ツ橋実の解説には
とあり、メンバー全員ではなく一部が参加して制作された。また
とあり、収録曲の幾つかには番組とは異なるソリストが選ばれ、その選択に合わせて新しい編曲が施されていた。
東芝レコードからは続いて『ステージ101 ニュー･フォークの世界』（1971年9月5日）、さらに『ステージ101 若い旅』（1972年1月7日）が発表され、これら3作のアルバムはオリコンチャートに入る売り上げを記録した。一方、『ステージ101』が発表された2か月後にCBSソニーから『NHKステージ101 サイモンとガーファンクルを歌う』（1971年6月1日）が発表された。以後、1973年12月までステージ101名義のアルバムが東芝レコードとCBSソニーという二つの大手レコード会社から発売され続けた。編曲は番組の歴代音楽監督である中村八大、和田昭治、東海林修、宮川泰の他、奥村貢、三沢郷、山屋清、元ヤング101の樋口康雄らが担当した。東海林が編曲とプロデュースを担当したアルバム『ぼくら青春の日々』（1973年3月21日）には、林立夫（ドラムス）、鈴木茂（ギター）、細野晴臣（ベース・ギター）が参加した。
1973年7月、東芝レコードから元ズー・ニー・ヴーの町田義人との共作アルバム『白いサンゴ礁』が発表された。このアルバムにはズー・ニー・ヴーが1969年に放ったヒット曲「白いサンゴ礁」「可愛い貴方だから」のカバーや樋口が書き下ろした「100円の幸福」が収録された。同年11月にはトリオ・レコードからアルバム『アニタ・カー ヤング101 ピコ』が発表された。この作品はMCAレコードの楽曲集であり、前年12月に日本人として初めてMCAと作家契約を結んだ樋口が、彼と同様にMCAと契約していたアメリカ人の編曲家のアニタ・カーと共同で編曲を担当した。
番組終了後の1974年5月に、キャニオンからアルバム『さよならステージ101』が発表され、オリジナル・アルバムは合計18作になった。

#### LP
- 東芝レコード
  - ステージ101（ETP-8069）1971年4月5日）
  - ステージ101／ニュー・フォークの世界（ETP-8115）1971年9月5日
  - ステージ101／若い旅（ETP-8151）1972年1月7日
  - ステージ101／赤い屋根の家（ETP-8172）1972年4月25日
  - ステージ101／怪獣のバラード（ETP-8198）1972年9月5日
  - ステージ101／愛の限界（ETP-8222）1972年12月20日
  - ステージ101／ロッカ・バラード・スペシャル（ETP-8249）1973年5月5日
  - 町田義人＆ヤング101／白いサンゴ礁（ETP-8262）1973年7月5日
  - ステージ101／スタジオ・ライヴ!（ETP-8268）1973年9月5日
  - ステージ101／ビートルズ・ソング・ブック（ETP-9093）1973年12月1日
- CBSソニー
  - NHKステージ101／サイモンとガーファンクルを歌う（SOND-66056）1971年6月1日
  - NHKステージ101／ヤング訪問!!（SOLJ-11）1972年4月21日
  - NHKステージ101／サイモン&ガーファンクル・ベスト (全訳)（SOLJ-23）1972年6月1日
  - NHKステージ101／ぼくら青春の日々（SOLJ-56）1973年3月21日
  - NHKステージ101／ぼくら心のふるさと（SOLJ-87）1973年9月21日
  - NHKステージ101／ヤング集合!!（SOLJ-91）1973年12月21日
- トリオ
  - アニタ・カー ヤング101 ピコ（3A-1010）1973年11月21日
- キャニオン
  - さよならステージ101（AV-3012）1974年5月25日

#### CD（オリジナル・アルバムの復刻版）
- ステージ101（Ultra-vibe、CDSOL-1077）[注 119]
- ステージ101／赤い屋根の家（Ultra-vibe、CDSOL-1078）[注 120]
- ヤング101／”ステージ101”スタジオ・ライヴ!（EMI、TOCT-95161）[注 121]
- ギフト・ボックス／ヤング101（オーダーメイドファクトリー、DYCL 401-405）[注 122]
- アニタ・カー ヤング101 ピコ+3（Ultra-vibe、CDSOL-1895）

### 編集アルバム

#### LP
- YOUNG101／GIFT PACK SERIES（CBSソニー、SOLL-21）1972年11月1日
- ステージ101／ヤング101と歌おう（EXPRESS/東芝音楽工業、ETP-7660）[注 123]1973年2月5日
- ステージ101／ヤング101と歌おう　Vol. 2（EXPRESS/東芝音楽工業、ETP-7686）[注 123]1973年6月5日
- ラヴ・ジェネレーション　ステージ101／ゴールデン・ディスク（EXPRESS/東芝音楽工業、ETP-7727∼8）1973年10月20日
- YOUNG101／GIFT PACK SERIES（CBSソニー、SOLL-47）1973年11月1日

#### CD
- ステージ101ベスト（Ultra-vibe、CDSOL-1043）
- ワカが選ぶみんなのステージ101（Ultra-vibe、CDSOL-1051）
- GOLDEN☆BEST / ステージ101 ヤング青春の日々（Sony Music House、MHCL240-1）
- ステージ101 GO! / ヤング101（CSレコード、DQCL 3611-15）
- ステージ101 ポップスを歌う（CSレコード、DQCL-799）

### EP（シングル）

#### シングル
- 愛するハーモニー / 愛するハーモニー（CBSソニー、SOLA-19）1972年4月21日
- 怪獣のバラード / 初恋の場所（東芝、ETP-2710）1972年7月25日
- 恋人よ飛んでおいでよ / 恋人よ飛んでおいでよ (インストゥルメンタル）（CBSソニー、SOLA-20）1973年4月1日
- ヴァケイション / ザ・ロコモーション（東芝、ETP-2853）1973年6月25日
- ビューティフル・サンデー / ミスター・ロンリー（東芝、ETP-20265）1976年4月20日

#### 4曲入りEP
- ステージ101（東芝、ETP-4285）1971年
- ベスト・フォー（東芝、ETP-4312）1972年
- ステージ101（東芝、ETP-4323）1972年
- BEST4（東芝、ETP-4338）1972年
- BEST4（東芝、ETP-4339）1972年
- 明日に架ける橋（CBSソニー、SOLE-21）1973年
- 心の旅（CBSソニー、SOLD-28）1973年

## ヤング101の『ステージ101』以外の活動

### NHK総合テレビジョン
- 『NHK紅白歌合戦』
  - 第20回 - 両軍司会者による「じゃんけん先攻決め」の応援（1969年12月31日）
  - 第21回 - 応援（1970年12月31日）[要出典]
  - 第23回 - 上條恒彦「出発の歌」のバック・コーラス（1972年12月31日）
- 『みんなのうた』
  - 「こがねの秋」 - ヤング101（1970年10月 - 11月）[52]
  - 「ゴールのサンバ」 - ヤング101（1971年6月 - 7月）[53]
  - 「みかん山で」 - ヤング101、温碧蓮、高野美千代（1972年12月 - 1973年1月）[54]
  - 「算数チャチャチャ」 - ペギー葉山、ヤング101（1973年6月 - 7月）[55]
  - 「あの踊りの輪の中に（ロシア民謡「コロブチカ」から）」 - ヤング101（1973年10月 - 11月）[56]
  - 「さあみんなで」 - ヤング101、坂本児童合唱団（1973年12月 - 1974年1月）[57]
- 『少年映画劇場・ドリトル先生航海記』（1972年1月30日 - 6月4日）
キリギリスのバンドの歌声の吹き替え

### NHK教育テレビジョン
- 『A Step to English』
英語の歌の披露[58]

### 映画
- 恋の大冒険（1970年7月18日、東宝） - ラーメン工場員[注 124][59]